# Turkse marine
De Turkse marine (Turks: Türk Deniz Kuvvetleri) is de marine van de Turkse krijgsmacht. Haar wortels gaan terug tot het jaar 1081. De huidige marine werd opgericht in 1920.
Turkse landmacht · Turkse luchtmacht · Turkse marine · Turkse gendarmerie · Turkse kustwacht
Albanië · België · Bulgarije · Denemarken · Duitsland · Estland · Finland · Frankrijk · Griekenland · Ierland · Italië · Kroatië · Letland · Litouwen · Nederland · Noorwegen · Oekraïne · Polen · Portugal · Rusland · Roemenië · Spanje · Slovenië · Turkije · Verenigd Koninkrijk · Zweden
Voormalig: Joegoslavië · Oostenrijk-Hongarije · Sovjet-Unie